# Antonio Parodi
Antonio Parodi (San Martín, Buenos Aires, 25 de mayo de 1890 - Ciudad de Buenos Aires, 12 de marzo de 1978) fue un militar argentino, brigadier general de Aeronáutica, pionero de la aviación argentina, especialmente notable por haber realizado el primer vuelo a través de la Cordillera de los Andes de ida y vuelta en 1920.

## Biografía
Egresó del Colegio Militar de la Nación como oficial del arma de infantería en 1910, y en 1914 realizó el curso oficial de aviación del Ejército Argentino, obteniendo el brevet N.º 68 del Aeroclub Argentino. Durante la carrera aérea organizada en ocasión del centenario de la Declaración de independencia de la Argentina, en 1916 logró el récord de navegación nocturna. Ese mismo año comenzó a desempeñarse como profesor de vuelo de avión para suboficiales del Ejército.
En febrero de 1917 logró el récord sudamericano de vuelo con un pasajero, en un viaje entre Posadas (Misiones) y El Palomar (Buenos Aires). En agosto de ese mismo año cruzó en el mismo día dos veces el Río de la Plata entre El Palomar y Montevideo y vuelta, adjudicándose un nuevo récord sudamericano tras recorrer 400 km sobrevolando agua en el mismo día. En 1919 batió el récord sudamericano de altura, alcanzando los 6480 m s. n. m.
En abril de 1918, el teniente Luis Candelaria había logrado por primera vez el cruce de la Cordillera de los Andes entre Zapala y Cunco, tras varios intentos de otros aviadores de cruzar entre Mendoza y Santiago de Chile. Tras el récord de Candelaria, el siguiente objetivo de los aviadores argentinos sería el cruce de la misma Cordillera por la zona de las más altas cumbres, superando necesariamente cumbres que superaban los 6000 m de altitud. Dos aviadores partieron simultáneamente el 6 de marzo de 1920: Pedro Zanni, con un SVA 10 de 260 HP y Antonio Parodi a bordo de un SVA 5 de 220 HP. El avión de Zanni debió regresar por desperfectos mecánicos, pero Parodi completó el recorrido: sobrevoló Santiago de Chile, arrojando panfletos, y regresó al aeropuerto de partida tras 10 horas y media de vuelo, ayudado a su regreso por vientos favorables de más de 200 km/h.
En 1922 realizó el primer vuelo hacia el extremo sur del país, uniendo Carmen de Patagones con Río Gallegos como jefe de una escuadrilla de cinco aviones. Por esa época comenzó a sufrir graves deficiencias auditivas; aunque nunca perdió del todo el sentido del oído, sus subalternos comenzaría a llamarlo el sordo Parodi.
En 1923 tenía el grado de capitán, y fue comisionado a Europa, a comprar material y armamento aeronáutico, equipos de iluminación de pistas, paracaídas y otros componentes aeronavales. A su regreso fue puesto al mando de la Base Aeronáutica de Paraná (Entre Ríos), donde se dedicó especialmente a adiestrar pilotos.

### Detención durante el golpe de 1930
En la madrugada del 6 de septiembre de 1930, los capitanes Pedro Castex Lainfor y Claudio Rosales se sublevaron y arrestaron a todos los oficiales que no adherían al golpe de Estado. El secretario de la Dirección General de Aeronáutica, mayor Antonio Parodi, se apersonó a la Base a las 7 de la mañana, momento en el cual algunas escuadrillas de aviones ya se encontraban haciendo vuelos de reconocimiento y arrojando panfletos alentando a la población a apoyar el derrocamiento de Hipólito Yrigoyen.
Parodi, totalmente ajeno a la sublevación, fue arrestado por un subteniente. Cuando el ya desarmado y arrestado Mayor Claudio Parodi se encontraba en la pista de la base, se encontró con Pedro Castex Lainfor, el mismo subteniente que había aprendido a volar hacía ocho años con él. Cuando Parodi descubrió el papel que cumplía su antiguo subordinado se produce el siguiente diálogo:

Parodi: Pero, capitán, ¿qué están haciendo ustedes?. Están colocando a la aviación por el suelo.
Castex Lainfor: No, mi mayor. Esta es la única vez que la aviación está en el aire.
Diálogo entre el Mayor Antonio Parodi y Pedro Castex Lainfor.

Posteriormente Parodi fue llevado detenido, con la custodia de un centinela, a la comandancia de la base.

### Carrera posterior al golpe
Tras casi pasar a retiro, en 1935, ya con el grado de teniente coronel, tomó el mando de la Dirección General de Material Aeronáutico del Ejército. En 1938 fue nombrado Comandante de la Aviación Militar; su primer logro fue dotar al arma de aviación para el vuelo en cualquier condición lumínica y meteorológica.
En 1940 creó la división de transporte aéreo civil del Ejército, creando las empresas estatales LASO (Líneas Aéreas al Sudoeste) y LANE (Líneas Aéreas al Nordeste), que se unirían en 1945 en LADE (Líneas Aéreas del Estado). Desde 1941 fue separado del mando de la Aviación Militar para ejercer como agregado militar en Estados Unidos. Al crearse la Fuerza Aérea Argentina, en el año 1944, le fue reconocido el grado de brigadier, con seis años de antigüedad; al año siguiente fue agregado aeronáutico de la embajada argentina en París. Pasó a retiro militar en febrero de 1946, tras 37 años de carrera militar.En septiembre de 1955 Eduardo Lonardi encabezó un alzamiento militar tendiente a derrocar al presidente constitucional Juan Domingo Perón, Parodi con fuertes vínculos en la aeronáutica se negaría a apoyar el golpe de estado por lo que tras tomar el poder Isaac Rojas lo despojaría de su rango y todo honor militar.
Fue ascendido de forma honoraria al grado de brigadier general, y falleció en Buenos Aires el 12 de marzo de 1978.

## Reconocimientos y distinciones
El aeropuerto de la ciudad de Esquel, ciudad de la provincia del Chubut que Parodi había visitado en 1940, lleva el nombre de este pionero de la aviación. También una calle en la ciudad de Salta y una en Longchamps lo recuerdan.